# Альберто II (маркграф Мілану)
Альберто (Адальберт) II (італ. Adalberto; бл. 925 — 1002) — пфальцграф Італії, маркграф Мілану, граф Луні, Тортони і Генуї в 975—1002 роках. Засновник гілки Альбертіні.

## Життєпис
Син Оберто I, пфальцграфа Італії, маркграфа Мілану і Генуї (Східної Лігурії), та Джулії Сполетської. Народився близько 925 року. 972 року представляв батька в Німеччині. 975 року після смерті Оберто I разом з братом Оберто II став маркграфом Мілану і Східної Лігурії.
До 995 року накопичив величезні маєтності та територіальні володіння в Північній Італії, звів замок Масса, де тривалий час перебував. 995 року став пфальцграфом Італії. Єдиний у роду виступив проти обрання королем Італії Ардуїна Іврейського. Помер 1002 року.

## Родина
- Альберто (д/н—1029), маркіз Гаві
- Оберто III (д/н—996), від нього йде гілка Палавічіно
- Берта, дружина Ланфранко I, графа П'яченци
- Гізела, дружина Ансельмо I Алерамічі, маркграфа Монферрата